# Erik Jensen (Politiker)

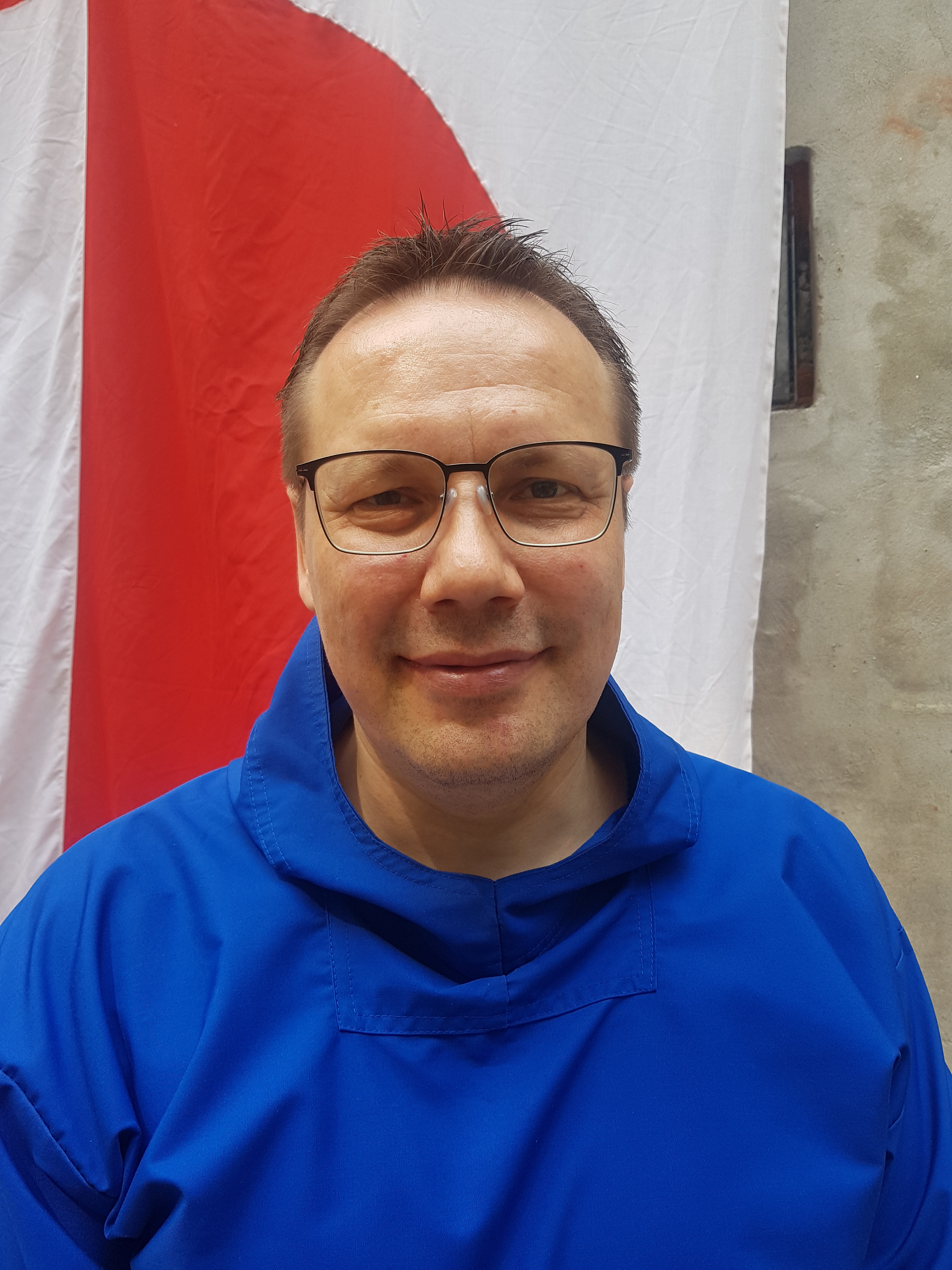
Erik Jensen (2023)

Erik Lars Loke Jensen (* 15. Juli 1975 in Sisimiut) ist ein grönländischer Politiker (Siumut).

## Leben

### Frühes Leben
Erik Jensen besuchte von 1981 bis 1992 die Folkeskole Nalunnguarfiup Atuarfia in Sisimiut. Anschließend ging er bis 1995 auf das Gymnasium in Aasiaat. Von 1997 bis 1999 studierte er am Niuernermik Ilinniarfik in Qaqortoq.
1999 wurde er Buchhalter bei der Wohnungsgesellschaft INI in Sisimiut. 2003 wechselte er als Buchhalter dänischen Wohnungsgesellschaft BDK in Kopenhagen. Von 2005 bis 2017 war er Controller bei INI und von 2020 bis 2022 Finanzberater.
Erik Jensen ist engagiert im grönländischen Handball. Er hat mehrere Handballmeisterschaften gewonnen und trainiert Kinder und Erwachsene. Von 1999 bis 2001 war er Aufsichtsratsmitglied bei Grønlands Håndbold Forbund. 2009 wurde er zum grönländischen Trainer des Jahres ernannt. Von 2013 bis 2015 war er erneut Aufsichtsratsmitglied und Vizevorsitzender bei Grønlands Håndbold Forbund. Bis 2016 war er zudem Aufsichtsratsvorsitzender der Handballabteilung von SAK Sisimiut. Von 2008 bis 2017 war er Aufsichtsratsmitglied der Sporthalle in Sisimiut, ab 2015 als Vorsitzender.
Mit seiner Frau Heidi Ramsøe hat er drei Töchter.

### Politikkarriere

#### Beginn in der Politik
Er kandidierte bei der Folketingswahl 2015, konnte aber keinen der beiden Sitze erlangen. 2017 nahm er als Vorsitzender der Siumut in Sisimiut an der Kommunalwahl teil und wurde in den Kommunalrat der Qeqqata Kommunia gewählt. Nur wenige Wochen später im April 2017 wurde er zum Minister für Kommunen, Dörfer, Außendistrikte, Infrastruktur und Wohnwesen im Kabinett Kielsen II ernannt, ohne zuvor im Inatsisartut gesessen zu haben.

#### Machtaufstieg
Bei der Parlamentswahl 2018 trat Erik Jensen an und wurde mit 424 Stimmen gewählt. Im Anschluss wurde er erneut ins Naalakkersuisut berufen, diesmal als Minister für Fischerei, Jagd und Landwirtschaft im Kabinett Kielsen III. Als Vivian Motzfeldt am 3. Oktober zur Parlamentsvorsitzenden gewählt wurde, übernahm Erik Jensen interim für zwei Tage die Ressorts Bildung, Kultur und Kirche von ihr. Anschließend wurde er im Kabinett Kielsen IV zum Minister für Rohstoffe und Arbeitsmarkt ernannt. Noch im selben Monat übernahm er interim für eine Woche die Ressorts Gesundheit, Soziales und Justiz von Doris J. Jensen. Zwischen November 2018 und März 2019 war er zudem zeitweise Minister für Natur, Umwelt und Forschung für Siverth K. Heilmann. Nachdem die Atassut die Regierung im April 2019 verlassen hatte, war Erik Jensen für einen Tag interim Minister für Fischerei, Jagd und Landwirtschaft, behielt aber ansonsten seine eigentlichen Ressorts Rohstoffe und Arbeitsmarkt auch im Kabinett Kielsen V.
Am 22. November 2019 trat er als Minister zurück und nahm seinen Parlamentssitz an. Dies war zunehmenden Spannungen zwischen ihm und Kim Kielsen geschuldet. Zugleich kündigte er seine Kandidatur zum Parteivorsitz beim nächsten Parteitag der Siumut an. Auch Vivian Motzfeldt und Kim Kielsen ließen sich aufstellen. Der Parteitag musste wegen der Coronaviruspandemie mehrfach verschoben werden und wurde schließlich am 29. November 2020 durchgeführt. Nachdem er im ersten Wahlgang die absolute Mehrheit mit einer Stimme verpasst hatte, konnte Erik Jensen sich im zweiten Wahlgang mit 39:32 Stimmen gegenüber Kim Kielsen durchsetzen und wurde neuer Parteivorsitzender. Da das Amt des Parteivorsitzenden und das des Regierungschef in Grönland traditionell eng verknüpft sind, verhandelte Erik Jensen im Januar 2021 um eine Übernahme von Kim Kielsens Posten als Regierungsvorsitzender. Da dafür ein neuer Koalitionsvertrag mit der neuen linkeren Ausrichtung unter Erik Jensen vonnöten wäre, scheiterten die Verhandlungen vorerst an den liberal ausgerichteten Koalitionspartnern der Demokraatit und Nunatta Qitornai. Auch eine Neuwahl wurde von den Regierungsparteien wegen schlechter Umfragewerte nicht gewünscht. Eine Einigung sollte während der Winterparlamentssitzung Mitte Februar erzielt werden. Stattdessen kündigten die Demokraatit eine Woche vor der Sitzung doch die Regierung auf und es kam zu Neuwahlen.

#### Zeit als Parteivorsitzender
Bei der Parlamentswahl im April 2021 verlor die Siumut unter Erik Jensen erstmals seit 2009 die Macht an die Inuit Ataqatigiit, wobei Erik Jensen als Parteivorsitzender deutlich weniger Stimmen als Kim Kielsen erhielt. Am 5. April 2022 ging die Siumut unter Erik Jensen eine Koalition mit der Inuit Ataqatigiit ein. Er erhielt daraufhin den Posten als Minister für Wohnungswesen und Infrastruktur und wurde zudem zum Vizeregierungschef ernannt.
Beim Parteitag am 30. Juli 2023 setzte er sich im ersten Wahlgang mit absoluter Mehrheit gegen den amtierenden Parlamentspräsidenten Kim Kielsen und die Folketingsabgeordnete Aki-Matilda Høegh-Dam durch und verteidigte sein Amt als Parteivorsitzender. Im Voraus war mit einem Zusammenbruch der Koalitionsregierung und daraus folgenden Neuwahlen gerechnet worden, wenn einer der beiden Konkurrenten sich durchgesetzt hätte.
Am 25. September 2023 gab er im Zuge einer Kabinettsumverteilung sein Ministerium an Hans Peter Poulsen ab und übernahm stattdessen das Finanzministerium von Naaja H. Nathanielsen.
Bei der Parlamentswahl 2025 verlor die Siumut unter ihm mehr als die Hälfte ihrer Wähler und erreichte das mit Abstand schlechteste Ergebnis der Parteigeschichte. Erik Jensen trat tags darauf von seinem Amt als Parteivorsitzender zurück und wurde von Vivian Motzfeldt nachgefolgt.